# Bourka
Cet article concerne le manteau traditionnel originaire du Caucase :
Pour l’article homonyme, voir Burqa.

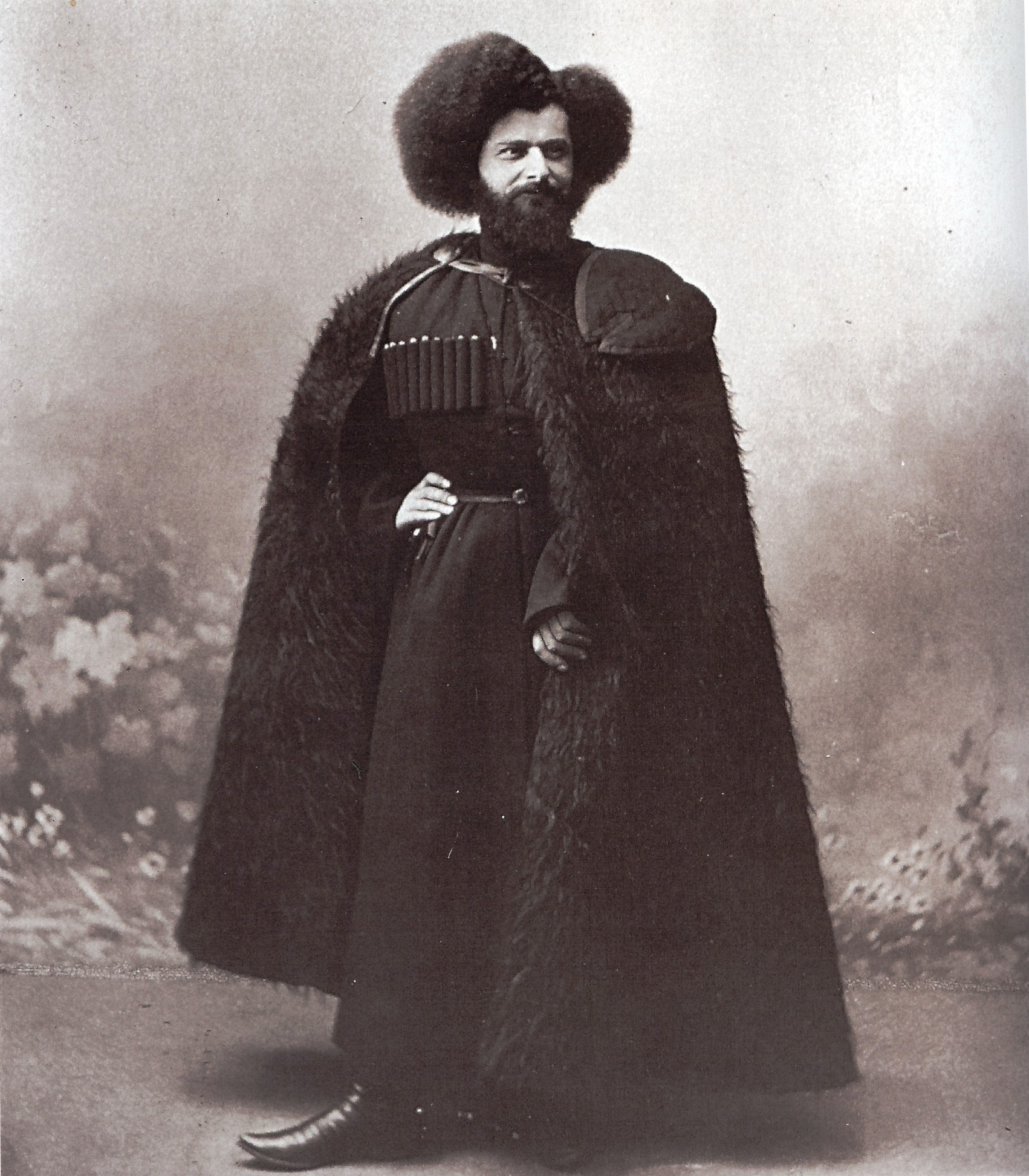
Le prince géorgien Ovalyani portant une bourka, vers 1890. Photo de Dimitri Ermakov.

La bourka (ou nabadi, ნაბადი, en géorgien) est une cape traditionnelle caucasienne pour homme fabriquée à base de feutre (en principe de la fourrure de karakul). Elle ne possède pas de manches, est vaste, légère et chaude.

## Histoire
Dans la première partie du XIXe siècle elle fait partie de l'uniforme des troupes de cavalerie russes dans les guerres du Caucase. 
Au début du XXe siècle, elle est commune à toutes les tribus caucasiennes, et portée également par de nombreux Russes et Cosaques établis dans la région. Peu encombrante, la bourka était roulée et se transportait attachée à la selle.
Portée par-dessus le caftan tcherkesse (tcherkeska), la bourka fait partie avec le bonnet de fourrure papakha et le bachlyk du costume traditionnel du Caucase et du Kouban.
Elle est semblable aux capes des bergers de l'Europe de l'est, particulièrement des Csikós ou Gulyás de Hongrie.